# Eva Rubinstein
Pour les articles homonymes, voir Rubinstein.
Eva Rubinstein (née le 18 août 1933  à Buenos Aires, en Argentine) est une photographe américaine d'origine polonaise. Elle est connue pour ses photos intimistes et ses portraits.

## Biographie
Fille du célèbre pianiste Arthur Rubinstein et de la ballerine classique Aniela Młynarska, Eva Rubinstein est née en 1933 à Buenos Aires, où sa mère accompagnait son père lors d'une tournée en Amérique du Sud. 
Elle passe son enfance à Paris, mais en 1939, après le déclenchement de la Seconde Guerre mondiale, la famille émigre à New York. En 1946, elle obtient la citoyenneté américaine. Elle étudie d'abord au lycée français de New York, puis au Scripps College de Claremont et au département de théâtre de l'université de Californie.
Jusqu'au début des années 1960, elle se consacre à la danse et au théâtre et entame une carrière à Broadway.
En 1956, elle épouse William Sloane Coffin (en), pasteur et militant pacifiste américain d'origine écossaise, lauréat du Prix Gandhi pour la paix, avec lequel elle a trois enfants, Anna, Alexandre et David. En 1968, le mariage se termine par un divorce. 
En 1967, elle commence à s'intéresser à la photographie et s'initie avec Sean Kernan, puis avec Lisette Model, Jim Hughes, Ken Heyman et Diane Arbus. 
Pratiquant le portrait et la photographie documentaire, elle commence aussi à travailler comme photojournaliste avec des éditeurs et des revues, en Europe, aux États-Unis et en Amérique du Sud, tout en construisant une œuvre personnelle, autour de sujets intimes, que ce soit des scènes d'intérieur ou des nus, avec un profond respect de son sujet, surtout lorsqu'elle photographie des personnes : « C'est toute la difficulté et tout le défi auxquels nous devons faire face : regarder à travers cette chose mécanique, ces bouts de verres et de métal, pour voir une personne. Ne jamais oublier que cette forme est un être ».
En 1975, elle est invitée lors des 6e Rencontres internationales de la photographie d'Arles.
Dans la préface du catalogue publié à l'occasion de l'exposition qu'il a présentée au Château d'eau à Toulouse en 1985, Jean Dieuzaide écrit, à propos des photographies d'Eva Rubinstein : « De ce presque rien naissent des images équilibrées et pleines d’un infini qui résume toutes les pulsions de l’être humain, sans toutefois les enfermer dans un cadre: l’espace est une notion sacrée. Les effets de notre subconscient s’y promènent et s’effacent dans ces décors intemporels d’une grande et nostalgique beauté. »
Eva Rubinstein est membre de l' American Society of Media Photographers et de l' Institut polonais des arts et des sciences d'Amérique.

## Famille
Son frère, John et son neveu, Michael Weston (né Michael Rubinstein), sont des acteurs américains. Eva Rubinstein est aussi une cousine du poète Wojciech Młynarski (le grand-père maternel d'Eva, le compositeur et chef d'orchestre Emil Młynarski, était un cousin du grand-père de Wojciech).
En hommage à son père, elle a créé, à Łódź, la ville natale du célèbre pianiste, le Rubinstein Piano Festival (pl).

## Expositions

### Expositions individuelles (extrait)
- 1979 : Photographs, Kalamazoo Institute of Arts, Kalamazoo
- 1985 : Galerie municipale du Château d'eau, Toulouse
- 2009 : Élégies, Galerie In Camera, Paris

### Expositions collectives (extrait)
- 1990 : On Stage at Carnegie Hall : A Centennial Celebration, International Center of Photography, New York
- 2008 : The Story goes on – Contemporary artists in the wake of Van Gogh - MODEM, Centre for Modern and Contemporary Arts, Debrecen
- 2008-2009 : Lisette Model and her successors, Mount Holyoke College Art Museum, South Hadley, Massachusetts, puis :
  - Galleria Carla Sozzani, Milan
  - Museo di Roma in Trastevere, Rome
  - Presentation House Gallery - PHG, North, Vancouver

## Collections
Les photographies d’Eva Rubinstein font partie de nombreuses collections publiques et privées :
- Metropolitan Museum of Art, New York
- International Center of Photography, New York
- The Museum of Fine Arts, Houston, Texas
- Kiyosato Museum of Photographic Art, Japon
- Musée Ludwig, Cologne, Allemagne
- The Israel Museum, Jérusalem
- Fotografiska Museet, Stockholm, Suède
- Muzeum Sztuki, Łódź, Pologne
- Musée d'art moderne de la ville de Paris
- Musée Réattu, Arles, France